# Ungeziefer
Ungeziefer ist eine abwertende Sammelbezeichnung für kleinere Tiere, die unerwünscht sind. Hierbei wird der Begriff häufig als Synonym für Schädlinge oder solche Tiere, die Krankheiten übertragen oder die dem Menschen lästig erscheinen (siehe „Lästling“), benutzt. In der Umgangssprache werden häufig auch Tiere, die unschädlich und ungefährlich sind, aber Angst oder Ekel erregen, als Ungeziefer bezeichnet. Solch ekelerregendes Ungeziefer sowie dessen Brut wird auch als Geschmeiß bezeichnet.
Ähnlich wie Kraut und Unkraut entstand der Begriff Ungeziefer als Gegenstück zum Geziefer. Damit waren Tiere gemeint, die für ein Opfer tauglich sind.